# Aspiran
Aspiran település Franciaországban, Hérault megyében. Lakosainak száma 1682 fő (2022. január 1.). Aspiran Adissan, Canet, Fontès, Lieuran-Cabrières, Nébian, Paulhan, Péret és Tressan községekkel határos.

## Népesség
A település népességének változása:
| Lakosok száma | 1194 | 1031 | 1072 | 1264 | 1626 | 1632 | 1648 | 1662 | 1670 | 1682 |
|               | 1968 | 1982 | 1990 | 2006 | 2013 | 2015 | 2017 | 2019 | 2020 | 2022 |